# Schloss Achau

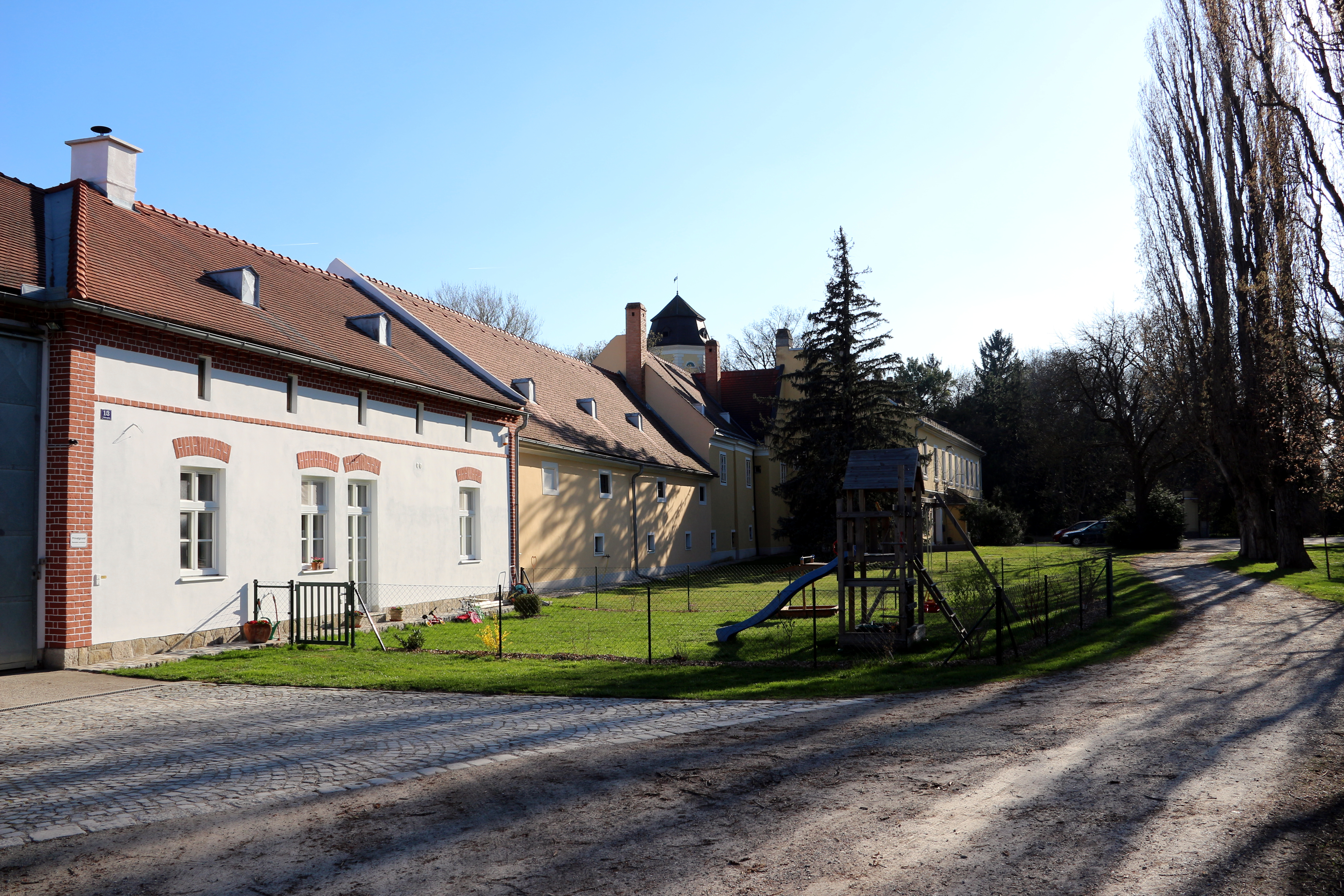
Schloss Achau

Das Schloss Achau ist ein Wasserschloss in Achau in Niederösterreich. Es befindet sich im Ortskern Achaus nahe dem Mödlingbach. 
1484 erstürmten Truppen von Matthias Corvinus das Schloss. Ort und Schloss gingen über in den Besitz derer von Rappach und der Khienberger. Weitere Besitzer folgten und vernachlässigten die Herrschaft. Das Wasserschloss wurde ursprünglich auf mittelalterlichem Grundmauern um das Jahr 1650 errichtet. Bauherr war Ulrich Grappler (Gröppler) von Trappenburg, der Weihbischof von Passau. 1732 kam das Schloss in den Besitz der Freiherrn von Moser. Während des Zweiten Weltkrieges gehörte das Schloss im neuen 24. Bezirk Mödling zu Groß-Wien. Nach einem Bombentreffer brannte es im Jahre 1945, kurz vor Kriegsende, aus. In der Folgezeit beschloss man das Wasserschloss, leicht verändert, wieder aufzubauen.